# 月曜はキライ
「月曜はキライ」（げつようはキライ）は、milktubの楽曲。同グループ2枚目のシングルとして2011年3月9日にLantisから発売された。

## 概要
前作「バカ・ゴー・ホーム」から約1年1ヶ月ぶりのリリースであり、2011年1枚目のシングル。
表題曲「月曜はキライ」は、OVA『バカとテストと召喚獣 〜祭〜』のエンディングテーマとして起用された。本作の起用により2作連続で同アニメの主題歌として起用されたことになった。CDジャケットには前作同様、同アニメの登場キャラクターである吉井明久、姫路瑞希、島田美波、坂本雄二、木下秀吉、土屋康太が描かれている。
2011年3月21日付のオリコン週間シングルチャートで80位を獲得。初動売上は800枚を記録した。

## 批評
CDジャーナルは、「ユニークな詞にパンクサウンドが展開されている曲である。」と批評した。

## 収録曲
（全作詞：bamboo、作曲：一番星☆光、編曲：宮崎京一）
1. 月曜はキライ [4:11] 
  - OVA『バカとテストと召喚獣 〜祭〜』エンディングテーマ
2. ちょっとだけでいいから [3:34]
3. 月曜はキライ（Instrumental）
4. ちょっとだけでいいから（Instrumental）

## 収録アルバム
| 楽曲         | 発売日        | タイトル      | 備考                        |
| ------------ | ------------- | ------------- | --------------------------- |
| 月曜はキライ | 2011年8月24日 | 20step voltex | 3枚目のオリジナルアルバム。 |